# 三森铃子
三森鈴子（日语：／ Mimori Suzuko，1986年6月28日—），本名黑川鈴子（日语：／ Kurokawa Suzuko），日本企業家黑川文雄是其堂兄，是日本女演員與聲優、歌手。目前隸屬於「響」。
代表作有《偵探歌劇 少女福爾摩斯》（夏洛克·雪莉福德）、《元氣少女緣結神》（桃園奈奈生）、《Love Live!》（園田海未）、《修業魔女璐璐萌》（璐璐萌）等。

## 簡介
- 日本東京都出身。成為聲優之前，以「黑川鈴子」本名在音樂劇和舞台劇活動。有次在舞台表演時，被武士道社長木谷先生問到:「要不要試試當聲優？」，此後便轉向聲優界活動。
- 曾經以少女偶像團體Cutie Pai的團員「スージー」的身份在2009年7月至10月間活動。
- 因為參加《偵探歌劇 少女福爾摩斯》的配音工作，與另外三位也擔任主角的聲優德井青空、佐佐木未來、橘田泉共組聲優團體「Milky Holmes」。
- 2012年12月31日宣布以個人名義歌手出道。
- 2018年1月13日，《东京体育》报道称三森与日本职业摔角运动员冈田和睦（日语：オカダ・カズチカ）交往，此消息获得本人确认[4]。2019年4月12日，二人公布婚讯[5]。
- 2024年5月2日，正式宣布將和丈夫冈田和睦（日语：オカダ・カズチカ）搬至美國生活。
- 2024年5月23日，感染新冠病毒。[6]

## 軼事
- 在《偵探歌劇 少女福爾摩斯》一起共事的新谷良子，是三森主演的東京迪士尼海洋音樂劇《Mickey's Dream Company（米奇夢想劇團）》的劇迷，因此向三森索求簽名。
- 黑川鈴子時期，時任武士道副社長的企業家黑川文雄以堂兄身分大力推薦。[7]
- 《SEIGURA》雜誌上，以「有名插圖畫家——Okuzushi. M. Romi——」名義開設專欄，公佈讀者的來信和自繪插圖。「Okuzushi. M. Romi」，其實就是本身藝名羅馬拼音「Mimori Suzuko」倒過來唸。

## 主要參與作品
※粗體字為主要角色。

### 電視動畫
2010年
- B型H系（女高中生、客人、外國辣妹）
- Kids劇場!!（キッズ劇場!!）（貓耳熊先生）
- 偵探歌劇 少女福爾摩斯（夏洛克·雪莉福德）

2011年
- 卡片戰鬥先導者（光琳（コーリン）
- gdgd妖精s（皮克皮克（ピクピク））
- 輕鬆百合（古谷向日葵）
- 偵探歌劇 少女福爾摩斯 夏季特別篇（夏洛克·雪莉福德）

2012年
- 偵探歌劇 少女福爾摩斯 第2幕（夏洛克·雪莉福德）
- 緋色的碎片（多家良清乃）
- 輪迴的拉格朗日（近藤美智）
- 卡片戰鬥先導者 亞洲巡迴賽篇（光琳）
- 輕鬆百合♪♪（古谷向日葵）
- 嘟嘟貓觀察日記（佐藤萌）
- 織田信奈的野望（松平元康）
- 元氣少女緣結神（桃園奈奈生、雪路）
- 驚爆遊戲（HIMIKO）
- 女高网球部（新庄早苗）
- 戰姬絕唱SYMPHOGEAR（少女1、女子高中生3人組、迷路孩子之妹妹）

2013年
- gdgd妖精s（第2期）（皮克皮克（ピクピク））
- 閃亂神樂（鈴音老師）
- GJ部（皇紫音）
- Love Live!（園田海未）
- 小馬寶莉：友情就是魔法（碧琪）
- 女高網球部第2季（新庄早苗）
- 女高網球部第3季（新庄早苗）
- 惡魔高校D×D NEW（「無限龍神」奧菲斯）
- 兩人是少女福爾摩斯（夏洛克·雪莉福德）
- 萌萌侵略者 OUTBREAK COMPANY（繆雪兒·佛蘭）
- IS〈Infinite Stratos〉2（更識簪）
- 結界女王 震动（阿米莉亚）
- 我要成為世界最強偶像（鈴元千夏）
- FAIRY TAIL 魔導少年（翡翠·E·菲歐烈）
- 熱風海陸Bushi Road（鈴）

2014年
- 未來卡片 戰鬥夥伴（未門花子、女學生、如月曉）
- Love Live! 第二季（園田海未）
- GJ部@（皇紫音）
- 元氣！抓狂一族（大澤木小鐵）
- 修業魔女璐璐萌（璐璐萌）
- 桃心之剑（水花）
- 結城友奈是勇者（東鄉美森）

2015年
- 偵探歌劇 少女福爾摩斯 TD（夏洛克·雪莉福德）
- 元氣少女緣結神◎（桃園奈奈生）
- 東京喰種√A（帆糸蘿瑪）
- 電波教師（柊曆）
- 惡魔高校D×D BorN（「無限龍神」奧菲斯）
- 女高網球部第4季（新庄早苗）
- 未來卡片 戰鬥夥伴100（未門花子、如月曉）
- 女高網球部第5季（新庄早苗）
- 輕鬆百合 夏日時光！+（古谷向日葵）
- 槍與面具（愛莉絲·克里巴蘭托）
- 彗星·路西法（馬爾蒂娜·阿妮安司）
- 女高網球部第6季（新庄早苗）
- 輕鬆百合 3☆High！（古谷向日葵）

2016年
- 幸運邏輯（羅吉格拉芙）
- 女高網球部第7季（新庄早苗）
- 未來卡片 戰鬥夥伴DDD（未門花子）
- 鬼斬（茨木童子）
- 境界之輪迴 第2期（鈴）
- 魔法少女？Naria☆Girls（粉紅魔獸）
- 槍彈辯駁3 －The End of 希望峰學園－ 絕望篇（西園寺日寄子）
- 槍彈辯駁3 －The End of 希望峰學園－ 希望篇（西園寺日寄子）
- 虎面人W（高岡春奈）
- 信長的忍者（阿市）
- 女高網球部第8季（新庄早苗）

2017年
- 秋葉原之旅 -THE ANIMATION-（繆繆）
- 政宗君的復仇（藤之宮寧子）
- 動物朋友（北狐[8]）
- CHAOS;CHILD（有村雛繪）
- One Room（青島萌香[9]）
- BanG Dream!（牛込百合）
- 名侦探柯南：工藤优作的女读者（江舟论介之女）
- 不要輸！！惡之軍團！（KAKUWA☆旁白們 第11話旁白）
- 雛邏輯～來自幸運邏輯～（橘彌生）
- 結城友奈是勇者 -鷲尾須美之章-／-勇者之章-（東鄉美森、鷲尾須美）
- Wake Up, Girls! 新章（瑪琪娜X（虛擬偶像））

2018年
- POP TEAM EPIC（PIPI美〈第10話A段〉）
- 怪獸娘～奧特怪獸擬人化計劃～（喬王）
- 東京喰種:re（帆糸蘿瑪）
- 星光頻道（白鳥安珠）
- 甜心戰士 Universe（ 花俏甜心）
- 惡魔高校D×D HERO（「無限龍神」奧菲斯）
- 少女☆歌劇 Revue Starlight（神樂光[10]）
- Devidol！（艾拉）
- 新哆啦A夢（伊莉莎白、班達）
- SSSS.GRIDMAN（奈美子[11]）
- 不受歡迎之家（紐手希奈美）
- 東京喰種:re 第2期（帆糸蘿瑪）
- 叛逆性百萬亞瑟王（伯達克）

2019年
- 蠟筆小新（小爪水獺多亞）
- 只要長得可愛，即使是變態你也喜歡嗎？（沖田老師[12]）
- 街角魔族（ダンゴゴン太）

2020年
- Healin' Good ♥ 光之美少女（風鈴明日美／地球天使）
- 名侦探柯南（小諸美奈）

2021年
- 擾亂 THE PRINCESS OF SNOW AND BLOOD（雪村咲羽）
- 結城友奈是勇者 啾嚕！（東鄉美森、鷲尾須美）
- 奇巧計程車（二階堂瑠衣）
- Fairy蘭丸（亞瑠）
- 結城友奈是勇者 -大滿開之章-（東鄉美森、鷲尾須美）
- 180秒能讓你的耳朵感到幸福嗎？（鏡秋水）
- 橘色荣耀！（山中依里）

2022年
- 約會大作戰IV（瑪莉亞）
- 5億年按鈕【官方】～菅原壯太的超短篇～（ジャイ美）
- SHINE POST（祇園寺彩音）
- 我想成為影之強者！（伽瑪[13]／露娜）
- 轉生就是劍（芙拉梅爾）

2023年
- 卡片戰鬥!! 先導者 will+Dress（蘇菲·貝爾）
- 再得一勝！
- 政宗君的復仇R（藤之宮寧子[14]）
- 我想成為影之強者！ 2nd season（伽瑪[15]）
- 超超超超超喜歡你的100個女朋友（銘戶芽衣）

2025年
- 超超超超超喜歡你的100個女朋友（第2期）（銘戶芽衣[16]）
- 灰色：幻影扳機（惠[17]）

時期未定
- 異世界四重奏3（伽瑪[18]）

### 劇場版動畫
2014年
- 劇場版 卡片鬥爭!! 先導者（立凪光琳）
- 劇場版Gdgd妖精s（皮克皮克）
- 猛烈宇宙海賊 ABYSS OF HYPERSPACE－亞空間的深淵－（貝琳達·波西）

2015年
- 蒼藍鋼鐵戰艦 -ARS NOVA- DC（足柄）
- Love Live! 學園偶像電影（園田海未）
- 數碼暴龍大冒險tri.第一章「再會」（武之內空（武之內素娜））
- 蒼藍鋼鐵戰艦 -ARS NOVA- Cadenza（足柄）

2016年
- 劇場版 偵探歌劇 少女福爾摩斯～逆襲的少女福爾摩斯～（夏洛克·雪莉福德）
- 數碼暴龍大冒險tri. 第二章「決意」、第三章「告白」（（武之內空（武之內素娜））

2017年
- 結城友奈是勇者 －鷲尾須美之章－（鷲尾須美）
- 想要傳達你的聲音（矢澤紫音[19]）
- 數碼暴龍大冒險tri. 第四章「喪失」、第五章「共生」（（武之內空（武之內素娜））
- 劇場版 FAIRY TAIL -DRAGON CRY-（翡翠·E·菲歐烈）

2020年
- 數碼寶貝 LAST EVOLUTION 絆（武之內空）
- 少女☆歌劇 Revue Starlight Rondo Rondo Rondo（神樂光）
- 光之美少女 Miracle Leap 與大家不可思議的一天（風鈴明日美／地球天使）
- 灰色：幻影扳機 THE ANIMATION Stargazer（惠）

2021年
- 劇場版 少女☆歌劇 Revue Starlight（神樂光）
- 電影 Healin' Good ♥ 光之美少女 夢想的小鎮心動不已！GoGo！大變身！！（風鈴明日美／地球天使）

2022年
- 劇場版 BanG Dream! Poppin'Dream!（牛込百合）
- 電影版 奇巧計程車：撲朔謎林（二階堂瑠衣）

2023年
- GRIDMAN UNIVERSE（奈美子[20]）
- 電影 光之美少女 All Stars F（風鈴明日美／地球天使）

2024年
- 大室家 dear sisters（古谷向日葵[21]）
- 大室家 dear friends（古谷向日葵[21]）
- 劇場版草莓王子 起始的物語～Strawberry School Festival!!!～[22]
- 擊浪青春（大野舞[23]）

### OVA
2010年
- Love Live!（園田海未）
- T.P.櫻 〜時空樹防衛戰〜（日语：T.P.さくら 〜タイムパラディンさくら〜）（芳乃櫻）

2011年
- BabyPrincess 3D Paradise0（星花）
- （園田海未）

2012年
- 授業到天明chu!（鷹羽理沙）

2014年
- IS〈Infinite Stratos〉2 世界清除篇（更識簪）

2018年
- 政宗君的復仇（藤之宮寧子）
- 少女☆歌劇 Revue Starlight（神樂光）

### 网路动画
2017年
- 独自生活的小学生（日语：ひとり暮らしの小学生）（金见美惠子）[24]

2018年
- 異世界居酒屋～古都阿伊特力亞的居酒屋阿信～（千家忍）[25]

2021年
- みにヴぁん ら〜じ（立凪光琳）

### 電子遊戲
2010年
- 偵探歌劇 少女福爾摩斯（夏洛克·雪莉福德）

2011年
- T.P.櫻 〜時空樹防衛戰〜（日语：T.P.さくら 〜タイムパラディンさくら〜）（芳乃櫻）
- 創物語（紫藤弓香）
- 魔界戰記4（風祭風花）
- Chocotto Land Online（装飾職人のキャシー、導覽娘普莉姆）
- 閃亂神樂 少女們的真影（凜/鈴音）
- 閃亂神樂 紅蓮的少女們（凜/鈴音）

2012年
- 超級槍彈辯駁2 再見絕望校園（西園寺日寄子）
- 閃亂神樂 忍者對決 少女們的証明（凜/鈴音）

2013年
- 神明與命運革命的悖論（米扎利）
- Love Live! 學園偶像祭（園田海未）

2014年
- 約會大作戰 或守Install（或守鞠亞、或守鞠奈）
- CHAOS;CHILD（有村雛繪）
- IS〈Infinite Stratos〉2 Ignition Hearts（更識簪）
- Love Live! 學園偶像天國（園田海未）

2015年
- 結城友奈是勇者 樹海的記憶（東鄉美森）
- 閃亂神樂 夏日對決 少女們的選擇（凜/鈴音）
- 約會大作戰 Twin Edition 轉世凜緒（或守鞠亞、或守鞠奈）

2016年
- 少女前線（92式、M1A1）

2017年
- 結城友奈是勇者 花結的閃耀（東鄉美森、鷲尾須美[26]）
- 闪耀幻想曲（玛琪）

2018年
- 無雙OROCHI 蛇魔 3（雅典娜）

2019年
- 無雙OROCHI 蛇魔 3 ultimate（雅典娜）
- Love Live! 學園偶像祭 ALL STARS（園田海未）

2021年
- 寶可夢大師（美月[27]）
- 原神（珊瑚宮心海）
- 白夜極光（米迦勒）

2022年
- 怪物彈珠（波菈里絲）
- 勝利女神：妮姬（長髮公主）

2023年
- Archeland（夏洛特）
- 聖火降魔錄 英雄雲集（古爾維格、海慈）

2025年
- 碧藍幻想 Versus -RISING-（嘉列翁）

年份未知
- 七星传（李世民）

### 網路廣播
- 少女福爾摩斯 偵探學院放送室（2009年12月25日 - 2010年10月8日、HiBiKi Radio Station）
- 悼念少女的孔雀舞曲（2010年3月18日 - 8月19日、HiBiKi Radio Station）
- 創物語〜妖怪放送局〜（2010年10月13日 - 2011年4月6日、HiBiKi Radio Station）
- 魔界戰記4×日本一RADIO（2010年10月27日 - 2012年1月25日、HiBiKi Radio Station）
- 悼念少女的孔雀舞曲（2010年3月18日 - 8月19日、HiBiKi Radio Station）
- （2010年11月11日 - 2011年3月2日、HiBiKi Radio Station）
- 少女福爾摩斯 偵探學院放送室3（2009年12月25日 - 2010年10月8日、HiBiKi Radio Station）

### 廣播
- 少女福爾摩斯 偵探學院放送室2（2010年10月10日 - 2011年4月3日，大阪電台（日语：ラジオ大阪））
- 黃昏樂園（日语：ゆうがたパラダイス）（2016年4月5日 - 2021年3月16日，NHK-FM頻率） - 星期二輪值主持

### 有聲劇
- 我們的LIVE 你的LIFE（2010年8月）：園田海未
- 悼念少女的孔雀舞曲（2010年10月）：島原美禰
- Snow halation（2010年12月）：園田海未
- 魔界戰記4 DRAMA CD（2011年3月）：風祭風花
- Love marginal（2011年5月）：園田海未
- 創物語DRAMA CD 少女的故事（2011年6月）：紫藤弓香
- （2011年7月）：園田海未
- ：園田海未

### 電視劇
2007年
- 紫菫花開時（すみれの花咲く頃）（學生）

### 電視節目
- 清志之夜（NHK綜合台）
- 永遠的音樂 珠玉的電影音樂大全集（NHK-BS2）
- 超!動畫天國（KBS京都、神奈川電視台）

### 廣告
- HOUSE食品「火鍋房」
- 武士道（ブシロード） 動畫CM「學校篇」
- 武士道（ブシロード） 動畫CM「學校篇2」
- 武士道（ブシロード） 動畫CM「聲優選拔招募」
- 松山芭蕾舞團「The Japan ballet 學校公演」

### 舞台
- Me And My Girl（ミー・アンド・マイガール）
- Mr.PINSTRIPE
- 獻給你的歌曲（ a song for you）
- 讓我懷孕!（妊娠させて!）
- Rudolf～The last kiss～（ルドルフ 〜ザ・ラスト・キス〜）
- 米奇夢想劇團（ミッキーのドリームカンパニー）
- 聖誕頌歌（クリスマス・キャロル）

### 網路電視
- 少女福爾摩斯偵探！夜晚的學校（2010年9月28日－、NICONICO直播）
- （2011年、NICONICO直播）

### 特攝
2017年
- 超人力霸王捷德：蕾姆（聲音、本人演出（第19話））

2018年
- 劇場版 超人力霸王捷德 連繫起來！ 願望！！：蕾姆（聲音）

2020年
- 超級銀河格鬥 巨大的陰謀：女超人瑪莉（超人之母）（聲音）

## 音樂作品

### 單曲
| 枚  | 發售日         | 名稱                      | 規格編號   | 規格編號   | 最高位 |
| 枚  | 發售日         | 名稱                      | 初回限定盤 | 通常盤     | 最高位 |
| --- | -------------- | ------------------------- | ---------- | ---------- | ------ |
| 1st | 2013年4月3日   | 会いたいよ...会いたいよ!  | PCCG-01342 | PCCG-70179 | 10位   |
| 2nd | 2013年7月3日   | 約束してよ?一緒だよ!      | PCCG-1357  | PCCG-70188 | 12位   |
| 3rd | 2013年10月23日 | ユニバーページ            | PCCG-1371  | PCCG-70195 | 5位    |
| 4th | 2014年8月6日   | せいいっぱい、つたえたい! | PCCG-1413  | PCCG-70217 | 11位   |
| 5th | 2015年10月21日 | Light for Knight          | PCCG-1491  | PCCG-70203 | 6位    |
| 6th | 2016年5月25日  | Xenotopia                 | PCCG-01521 | PCCG-70316 | 8位    |
| 7th | 2017年4月12日  |                           | PCCG-01576 | PCCG-70361 | 7位    |
| 8th | 2017年10月11日 |                           | PCCG-01623 | PCCG-70406 | 4位    |
| 9th | 2019年12月4日  |                           | PCCG-01837 | PCCG-01838 |        |

### 限定單曲
| 發售日        | 名稱 | 規格編號   |
| ------------- | ---- | ---------- |
| 2014年2月5日  |      | SCCG-00001 |
| 2014年9月10日 |      | SCCG-70001 |
| 2015年12月9日 |      | SCCG-00007 |
| 2018年7月18日 |      | BRCG-00059 |

### 專輯
| 枚   | 發售日        | 名稱             | 規格編號                                   | 規格編號   | 最高位 |
| 枚   | 發售日        | 名稱             | 初回限定盤                                 | 通常盤     | 最高位 |
| ---- | ------------- | ---------------- | ------------------------------------------ | ---------- | ------ |
| 1st  | 2014年4月2日  | 好きっ           | PCCG-1388（附贈BD） PCCG-1389（附贈DVD）   | PCCG-1390  | 9位    |
| 2nd  | 2015年4月8日  | Fantasic Funfair | PCCG-1466（附贈BD） PCCG-1467（附贈DVD）   | PCCG-1468  | 5位    |
| 3rd  | 2016年9月7日  | Toyful Basket    | PCCG-1543（附贈BD） PCCG-1544（附贈DVD）   | PCCG-1545  | 6位    |
| 4th  | 2018年6月27日 | tone             | PCCG-01697（附贈BD） PCCG-01698（附贈DVD） | PCCG-01699 | 17位   |
| 迷你 | 2019年2月20日 | holiday mode     | PCCG-1737（附贈BD） PCCG-1738（附贈DVD）   | PCCG-1739  |        |

### 影像作品
| 枚  | 發售日         | 名稱                                                  | 規格編號   | 規格編號   |
| 枚  | 發售日         | 名稱                                                  | BD         | DVD        |
| --- | -------------- | ----------------------------------------------------- | ---------- | ---------- |
| 1st | 2013年8月7日   | 與一起！ 〜Come on 越南〜                             | PCXP-50158 | PCBP-52255 |
| 2nd | 2014年11月26日 | 三森すずこ LIVE TOUR 2014 『大好きっ』                | PCXP-50249 | PCBP-52306 |
| 3rd | 2015年11月25日 | 三森すずこ 2nd LIVE 2015『Fun!Fun!Fantasic Funfair!』 | PCXP-50358 | PCBP-52384 |
| 4th | 2016年3月16日  |                                                       |            | SCBP-00026 |
| #   | 2019年12月4日  |                                                       |            | SCCG-00044 |

### 商業搭配
| 樂曲             | 商業搭配                                          | 時期   |
| ---------------- | ------------------------------------------------- | ------ |
|                  | 電視動畫《彩虹小馬～友情就是魔法～》片頭曲        | 2013年 |
|                  | 電視動畫《OUTBREAK COMPANY》片頭曲                | 2013年 |
|                  | 電視動畫《鑽石王牌》片尾曲 2                      | 2014年 |
|                  | 電視動畫《彩虹小馬～友情就是魔法～》片頭曲        | 2014年 |
|                  | 電視動畫《修業魔女璐璐萌》片頭曲                  | 2014年 |
| Light for Knight | 電視動畫《槍與面具》片頭曲                        | 2015年 |
| Xenotopia        | 電視動畫《聖戰刻耳柏洛斯 龍刻的災禍》片尾曲       | 2016年 |
|                  | 動畫電影《結城友奈是勇者 －鷲尾須美之章－》片頭曲 | 2017年 |
|                  | 電視動畫《結城友奈是勇者 －鷲尾須美之章－》片頭曲 | 2017年 |
|                  | 電視動畫《鑽石王牌 actII》第三片頭曲              | 2019年 |

### 角色歌
- （2010年6月23日）
- （2010年8月13日/8月25日）
- （2010年10月27日）
- Snow halation（2010年12月22日）
- （2011年3月9日）
- （2011年7月27日）
- （2011年7月27日）
- （2011年8月24日）
- （2011年9月21日）
- （2011年11月23日）

### 迷你專輯
- 〜ミルキィ show time♪（2010年12月22日）
- Colourful Garden（2011年4月6日）
- To-gather!!!!（2011年8月24日）

## 書籍
写真集
- （2013年7月17日、波麗佳音、攝影：中山雅文）ISBN 978-4-901637-95-4

## 外部連結
- 三森すずこ | 響 HiBiKi 所属声優（页面存档备份，存于）（日語）
- mimorin.comスタッフ三森すずこ (@mimorincom) | Twitter （页面存档备份，存于）
- (@mimorincom) | instagram
- mimorin.com 三森すずこオフィシャルサイト（页面存档备份，存于）（日語）
- 三森すずこオフィシャルブログ「MIMORI's Garden」（页面存档备份，存于）(停用)（日語）
- 三森すずこ 公式ブログ Powered by LINE（页面存档备份，存于）(使用中)（日語）
- 三森すずこ (@mimori_suzuko) | Twitter（页面存档备份，存于）（日語）（页面存档备份，存于）（日語）
- 三森铃子Mimori_Suzuko的微博
- 黒川鈴子の【***カラフル*カリフラワー***】（日語）